# Nördliche Zwergmeerkatze
Die Nördliche Zwergmeerkatze (Miopithecus ogouensis) ist eine Primatenart aus der Familie der Meerkatzenverwandten (Cercopithecidae). Erst seit 1997 ist sie als eigenständige Art von der Südlichen Zwergmeerkatze getrennt.

## Merkmale
Zusammen mit ihren südlichen Verwandten sind die Nördlichen Zwergmeerkatzen mit rund 32 bis 45 Zentimetern Kopfrumpflänge und einem Gewicht von 1,1 bis 1,4 Kilogramm die kleinsten Altweltaffen. Ihr Fell ist an der Oberseite graugrün und an der Unterseite gelblich-weiß gefärbt. Der Kopf ist vergleichsweise groß und die Schnauze kurz. Von der südlichen Art unterscheiden sie sich darin, dass die Ohren und die unbehaarte Gesichtshaut fleischfarben und nicht schwärzlich sind.

## Verbreitung und Lebensraum

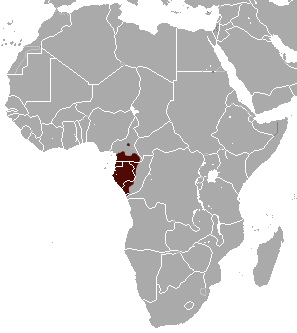
Verbreitungskarte der Nördlichen Zwergmeerkatze

Nördliche Zwergmeerkatzen leben im mittleren Afrika. Ihr Verbreitungsgebiet umfasst den Süden Kameruns, Äquatorialguinea, Gabun, die Republik Kongo und die angolanische Exklave Cabinda. Der Kongo bildet die Südgrenze ihres Verbreitungsgebietes, südlich davon leben die Südlichen Zwergmeerkatzen. Ihr Lebensraum sind Flusswälder und andere Wälder in Wassernähe.

## Lebensweise
Zwergmeerkatzen sind tagaktive Baumbewohner, können aber auch gut schwimmen. Sie leben in großen Gruppen von 60 bis 100 Tieren, die aus etwa doppelt so vielen Weibchen wie Männchen bestehen. Zur Nahrungssuche teilen sie sich in kleinere, getrenntgeschlechtliche Untergruppen auf. Ihre Nahrung besteht vorwiegend aus Insekten und Früchten, sie nehmen aber auch andere Pflanzenteile und Kleintiere zu sich.
Nach einer rund 160-tägigen Tragzeit bringt das Weibchen in der Regel ein einzelnes, relativ großes Jungtier zur Welt.

## Gefährdung
Der Gefährdungsgrad der Nördlichen Zwergmeerkatze ist unklar. Die Bejagung spielt wegen der geringen Körpergröße keine Rolle, Hauptbedrohung dürfte die Lebensraumzerstörung darstellen. Die IUCN fasst die beiden Zwergmeerkatzen zu einer Art zusammen und listet sie als nicht gefährdet.

## Systematik
Spätestens seit den 1960er-Jahren war bekannt, dass die nördlichen Populationen der Zwergmeerkatzen möglicherweise eine eigene, zunächst unbenannte Art darstellen. Die formelle Benennung erfolgte erst 1997, das Artepitheton ogouensis spielt auf den Fluss Ogooué an.